# Blok 10

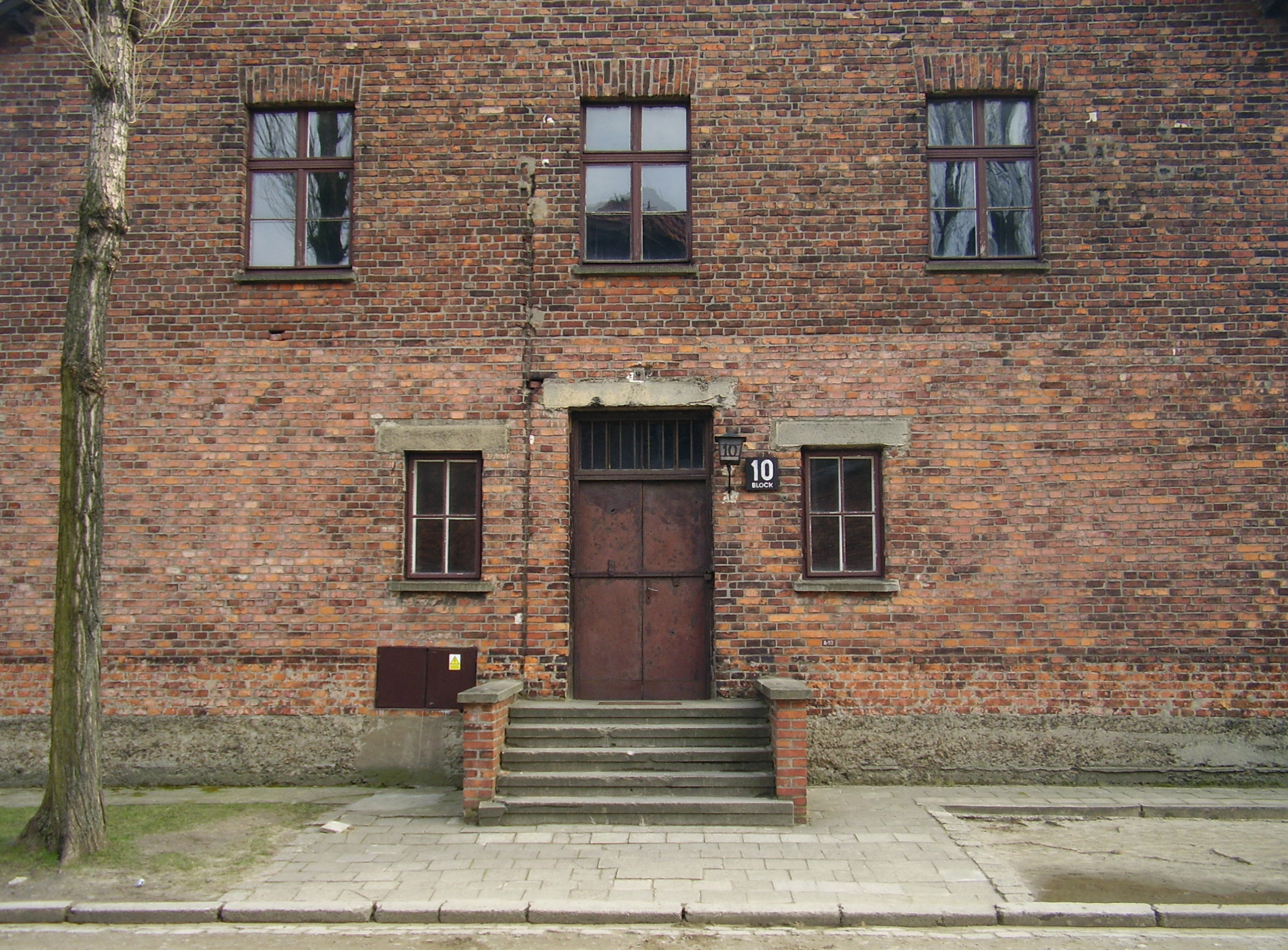
Het beruchte Blok 10

Blok 10 was een blok in concentratiekamp Auschwitz I waar medische experimenten werden uitgevoerd. De experimenten in blok 10 waren voornamelijk gericht op grootschalige sterilisatie van personen die door het Derde Rijk werden gezien als "ongewenst". Daarnaast werd er ook onderzoek gedaan naar besmettelijke ziektes. Het vaste team artsen in blok 10 bestond uit prof. dr. Carl Clauberg, dr. Horst Schumann, dr. Eduard Wirths en dr. Bruno Weber.

## Geschiedenis
De experimenten die werden uitgevoerd door Duitse nazi-artsen tijdens de Tweede Wereldoorlog waren gericht op het het uittesten van medicijnen en nieuwe operatieve methodes, experimenten ten behoeve van het Duitse leger en onderzoek dat de superioriteit van het Arische ras moest bevestigen.
Dokters Carl Clauberg en Horst Schumann waren door Heinrich Himmler uitgekozen om onderzoek te doen naar een goedkope en efficiënte manier van sterilisatie op grote schaal. Hiervoor ontving Clauberg in 1941 een beurs van de Deutsche Gemeinschaft zur Erhaltung und Förderung der Forschung (Duitse gemeenschap voor het behoud en de bevordering van onderzoek). Claubergs onderzoekscentrum werd gerealiseerd in de stad Königshütte (tegenwoordig Chorzów) nabij een concentratiekamp voor vrouwen. Later startte Clauberg met experimenten in Auschwitz. De experimenten van Clauberg vonden in Auschwitz-Birkenau aanvankelijk plaats in blok 30 waar hij samenwerkte met dokter Horst Schumann.

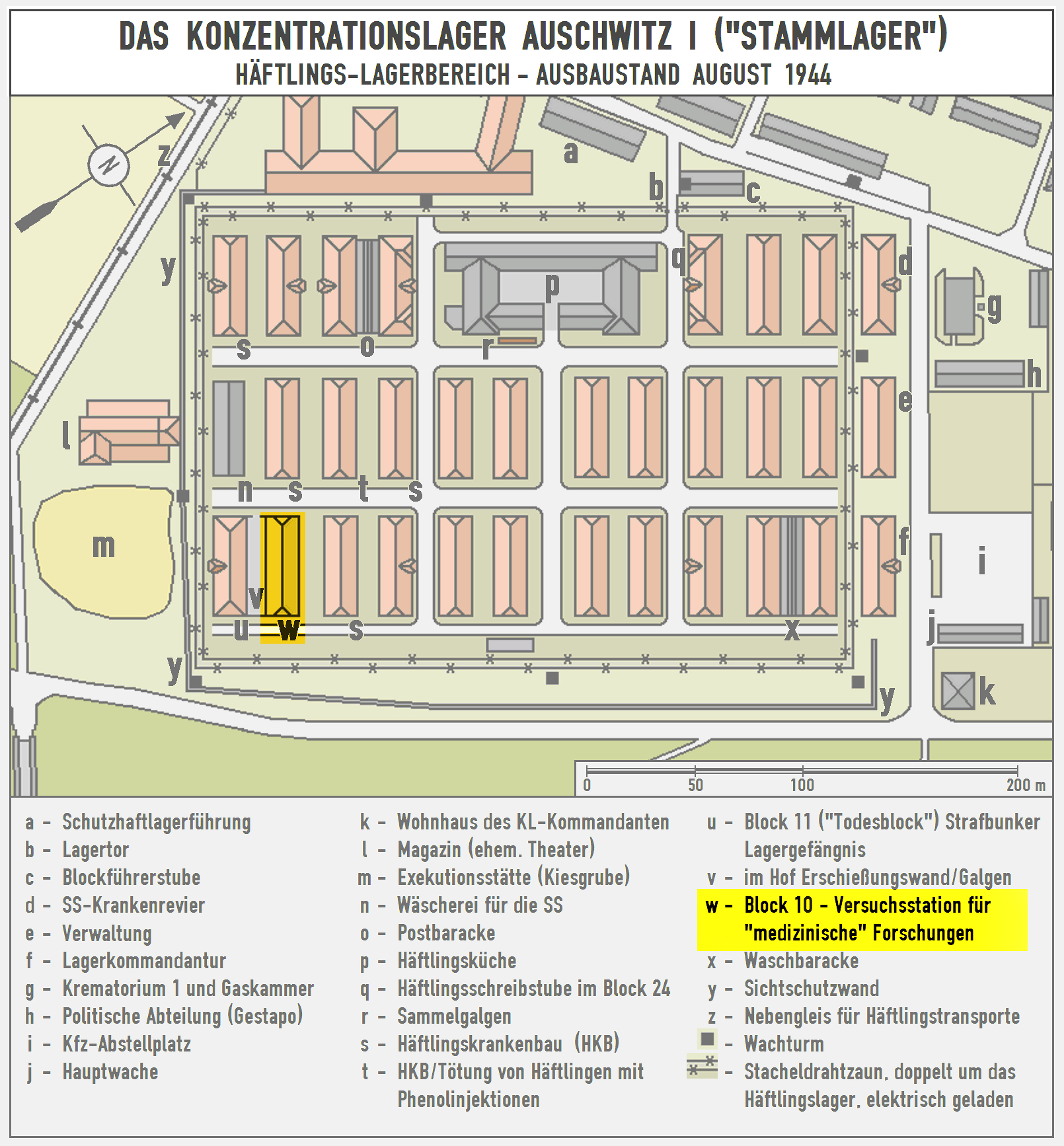
Locatie van Blok 10 in Auschwitz

### Ingebruikname blok 10
Eind 1942 werd blok 10 in Auschwitz I door Heinrich Himmler aangewezen als de nieuwe locatie voor het uitvoeren van experimenten. In april 1943 werd het blok in gebruik genomen en stond onder leiding van dokter Clauberg. Hij werkte in blok 10 samen met onder meer dokter Horst Schumann, dokter Bruno Weber en dokter Eduard Wirths. Blok 10 lag in de hoek van het kamp en werd samen met blok 11 gezien als "het blok des doods". Tussen blok 10 en blok 11 bevond zich een muur waar gevangenen werden geëxecuteerd. De ramen die uitkeken op deze muur waren met luiken dichtgemaakt, zodat de gevangen dit niet konden zien.
Blok 10 bestond uit een gebouw met twee verdiepingen. Op de begane grond bevonden zich de laboratoria van SS-dokter Bruno Weber, de radiologieruimte van dokter Clauberg en enkele behandelruimtes. In de twee ruimtes op de eerste verdieping verbleven tussen de honderdvijftig en vierhonderd vrouwen op wie de experimenten zouden plaatsvinden. De vrouwen waren tussen de twintig en veertig jaar oud en werden bij hun aankomst in het kamp uitgekozen voor de medische experimenten. De vrouwen werden na de selectie volledig kaalgeschoren, inclusief hun wenkbrauwen, kregen een kampnummer getatoeëerd en werden gedwongen te baden in ijskoud water.

## Artsen

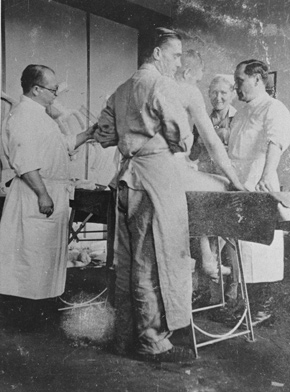
Carl Clauberg en Horst Schumann in Auschwitz

### Carl Clauberg
De sterilisatiemethode van Clauberg bestond uit het injecteren van een bijtende substantie in de baarmoeder waardoor deze geïnfecteerd raakte en de eileiders binnen enkele weken dichtgroeiden. De resultaten van de ingrepen werden gecontroleerd door middel van röntgenfoto's. De experimenten werden gedaan zonder verdoving en leidden tot extreme pijnen. Als de ingreep niet succesvol was, werd deze opnieuw uitgevoerd.
De ingrepen leidden vaak tot complicaties, waaronder buikvliesontsteking, interne bloedingen en bloedvergiftiging. Veel vrouwen kwamen door de complicaties te overlijden. Anderen werden na het uitvoeren van het experiment omgebracht, zodat er autopsie gepleegd kon worden op hun lichamen. In juni 1943 schreef Clauberg een brief aan Heinrich Himmler waarin hij stelde dat zijn methodes effectief waren en het in de nabije toekomst mogelijk zou worden om "honderden of zelfs duizend" vrouwen per dag te steriliseren.
In augustus 2010 werden in een huis in Polen meer dan honderdvijftig medische instrumenten gevonden, die volgens een woordvoerder van het Auschwitzmuseum toebehoorden aan Carl Clauberg.

### Horst Schumann
Dokter Horst Schumann kreeg de taak te onderzoeken of sterilisatie mogelijk was door middel van röntgenstralen. Hij voerde deze experimenten op zowel mannen als vrouwen uit. De slachtoffers werden enkele weken nadat zij blootgesteld waren geweest aan de röntgenstralen gesteriliseerd door middel van castratie of het verwijderen van de eileiders. De verwijderde organen werden vervolgens verder onderzocht. Schumann concludeerde dat het blootstellen aan röntgenstralen niet het gewenste effect had en castratie of hysterectomie effectiever was.

### Eduard Wirths
Dokter Eduard Wirths was reeds voor de Tweede Wereldoorlog werkzaam als gynaecoloog. In Auschwitz was hij SS-Standortarzt (SS-garnizoensdokter). Hij deed experimenten op een groep van ongeveer veertig vrouwen waar hij de baarmoedermond door middel van een colposcopie onderzocht en stukken van de baarmoeder verwijderde voor histologisch onderzoek. Samen met zijn jongere broer, gynaecoloog Helmut Wirths, deed hij onder meer onderzoek naar baarmoederhalskanker. Daarnaast deed Wirths experimenten omtrent sterilisatiemethodes en deed hij onderzoek naar tyfus.

### Bruno Weber
Dokter Bruno Weber was hoofd van het Hygienisches Institut. In blok 10 had hij zijn eigen laboratorium. Hij testte medicijnen die nog niet op de markt waren gebracht uit op gevangenen. Hij gebruikte barbituraten en morfine in een poging informatie en bekentenissen te verkrijgen van leden van het Pools verzet. Daarnaast deed hij onderzoek naar bloedgroepen en bloedtransfusies. Weber was zowel werkzaam in Auschwitz als in een laboratorium in Raisko, net buiten Auschwitz.

### Andere artsen
Naast het vaste team artsen werd blok 10 ook gebruikt door andere kampartsen die experimenten wilden uitvoeren. Zo deed dokter Josef Mengele enkele experimenten gericht op tweelingen en op besmettelijke ziektes in blok 10 en gebruikte hij het laboratorium om borst- en spierweefsel van doodgeschoten gevangenen te onderzoeken.
Dokter August Hirt was hoofd van het departement voor anatomie aan de universiteit van Straatsburg. Hirt deed onderzoek dat de superioriteit van het Arische ras moest bevestigen. Van Heinrich Himmler kreeg hij toestemming om "zoveel gevangen als hij nodig had" uit te kiezen om een collectie skeletten van Joden samen te stellen die gebruikt zouden worden voor antropologische studies. Door Hirt werden 115 personen uitgekozen, waaronder 79 Joodse mannen, 30 Joodse vrouwen, 2 Polen en 2 "Aziaten" (hoogstwaarschijnlijk Russische krijgsgevangenen). De dertig Joodse vrouwen die hij uitkoos, waren allen afkomstig uit blok 10.

## Slachtoffers
Tussen 1939 en 1945 hebben er in de concentratiekampen meer dan zeventig medische onderzoeksprojecten plaatsgevonden. In totaal zijn er meer dan zevenduizend mensen slachtoffer geworden van deze medische experimenten.